# Louis Barthou
Jean Louis Barthou (n. 25 august 1862 - d. 9 octombrie 1934, Marsilia, Franța) a fost un avocat și om politic francez, membru de onoare al Academiei Române. În decursul vieții sale, Barthou a deținut importante portofolii ministeriale și a fost ales membru al Academiei Franceze în 1918.  
În 1934 era ministru de externe. În această calitate a propus, la începutul anului 1934, un pact oriental prin care să fie grupate într-un sistem de securitate colectivă Uniunea Sovietică, Țările Baltice, Finlanda, Germania și Cehoslovacia. Inițativa a eșuat. A fost asasinat în 9 octombrie 1934 la Marsilia, odată cu regele Alexandru I al Iugoslaviei. 